# Onosma sinjarensis
Onosma sinjarensis är en strävbladig växtart som beskrevs av H. Riedl. Onosma sinjarensis ingår i släktet Onosma och familjen strävbladiga växter. Inga underarter finns listade i Catalogue of Life.